# North American A-5 Vigilante

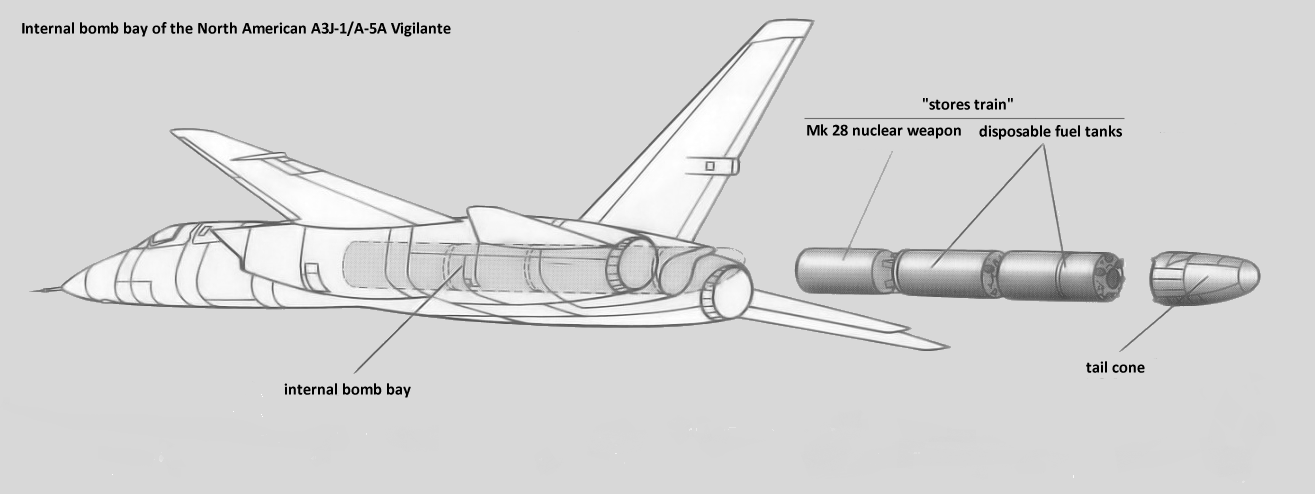
Soute interne contenant la bombe nucléaire non-carénée Mark 28 et deux réservoirs à carburant éjectables.

L'A-5 Vigilante est un avion embarqué à bord de porte-avions. Construit par la société américaine North American, il fut initialement conçu comme un bombardier supersonique emportant une arme nucléaire, mais fut en fait presque uniquement utilisé comme avion de reconnaissance.

## Historique
Fondé sur un projet lancé par North American sur ses fonds propres en 1953, l'A-5 Vigilante est un avion fin à ailes hautes, conçu pour dépasser Mach 2 en altitude. Sa principale particularité est que son armement nucléaire, emporté dans une soute à l'intérieur du fuselage, était éjecté vers l'arrière par un conduit, dont la sortie se situait entre les tuyères des deux turboréacteurs. Ce système permettait d'éviter les turbulences dues à l'ouverture des portes d'une soute à bombes ventrale classique, qui auraient empêché le largage de la bombe à vitesse supersonique. 
Le prototype fit son premier vol le 31 août 1958 et dépassa le mur du son cinq jours plus tard. Le 13 décembre 1960, un A-5 établit un record mondial d'altitude en atteignant 27 874 mètres. L'avion fut mis en service dans l'US Navy en juin 1961 mais, dès l'année suivante, son utilisation en tant que bombardier fut abandonnée. En effet, d'une part le système d'éjection de l'armement n'était absolument pas fiable (lors du catapultage, il arrivait également que le contenu de la soute à armements tombe sur le pont d'envol) et posait des problèmes de stabilité lors des largages en vol. De plus, l'arrivée des premiers sous-marins lanceurs d'engins rendait finalement l'A-5 totalement inutile dans ce rôle.
Les premiers RA-5C de reconnaissance furent livrés en 1963. Ils étaient équipés de réacteurs plus puissants, d'une aile agrandie, de réservoirs de carburants plus importants, de quatre pylônes sous les ailes et d'un conteneur de capteurs photographiques et électroniques plaqué sous le ventre. La soute à armement était chargée avec des réservoirs de carburant. Une partie des exemplaires furent obtenus par conversion d'A-5A existants. 
Le dernier catapultage d'un RA-5C eut lieu en septembre 1979. Le seul avion de l'US Navy spécialisé pour la reconnaissance resta alors le RF-8G Crusader, qui fut retiré à son tour quelques années plus tard.

## Engagements
Les RA-5C furent utilisés pour des missions de reconnaissance pendant la guerre du Viêt Nam, durant laquelle 18 avions furent perdus en combat et 5 autres lors d'accidents.

## Variantes
- YA3J-1 : Prototype (2 exemplaires) ;
- A-5A : Version initiale de bombardement (54 exemplaires) ;
- A-5B : Réacteurs plus puissants, réservoirs plus grands (18 commandés, seulement 6 livrés dans cette configuration) ;
- RA-5C : Version de reconnaissance (79 exemplaires construits, plus 43 A-5A et 18 A-5B convertis).

## Culture populaire
Un A-5 porteur de bombe nucléaire et trois RA-5C embarqués sur le porte-avions USS Enterprise (CVN-65) apparaissent dans la bande dessinée Alerte Atomique, numéro 34 de la série Buck Danny, publiée en 1965 par Jean-Michel Charlier et Victor Hubinon. On y voit un A-5 portant un objet cylindrique ressemblant à un réservoir largable, et présenté comme étant une bombe atomique. En réalité l'ogive portée par l'A-5 était la B28IN de forme cylindrique, non-carénée, et portée dans une soute spéciale isolée du restant de l'appareil. Dans deux précédents numéros de la même série, les 24 (Prototype FX-13) et 25 (Escadrille ZZ), Jean-Michel Charlier s'était fortement inspiré des dessins du A-5 pour illustrer l'avion FX-13.

### Développement lié
- XF-108 Rapier

### Aéronefs comparables
- BAC TSR-2
- Tupolev Tu-22
- Dassault Mirage IV